# Simu Liu
Lưu Tư Mộ (giản thể: 刘思慕; phồn thể: 劉思慕; bính âm: Liú Sīmù, thường được biết đến với tên tiếng Anh: Simu Liu; sinh ngày 19 tháng 4 năm 1989) là nam diễn viên, cascadeur người Canada gốc Hoa. Ở lĩnh vực truyền hình,anh từng vào vai Jung trong sitcom Kim's Convenience. Năm 2021, anh đóng vai Shang-Chi trong phim Shang-Chi và Huyền thoại Thập Luân của Marvel Studios.

## Thời thơ ấu
Lưu Tư Mộ sinh năm 1989, là con một trong một gia đình ở Cáp Nhĩ Tân, Trung Quốc. Khi anh năm tuổi, gia đình anh chuyển tới Canada, định cư ở khu ngoại ô Erin Mills, thành phố Mississauga, tỉnh Ontario. Anh từng theo học trường Trung học của Đại học Toronto, sau đó học thêm hai năm ở Đại học Western Ontario, hai năm nữa tại trường Kinh doanh Ivey, chuyên ngành Tài chính kế toán.
Sau khi tốt nghiệp năm 2011, anh làm kế toán tại một chi nhánh của công ty kiểm toán Deloitte nhưng sau đó bị sa thải. Từ đây, Lưu quyết định tìm hiểu và chuyển hướng sang nghề diễn viên và đóng thế. Anh từng theo học các môn võ Taekwondo và Vịnh Xuân quyền, cũng như có luyện tập thể hình.

## Sự nghiệp

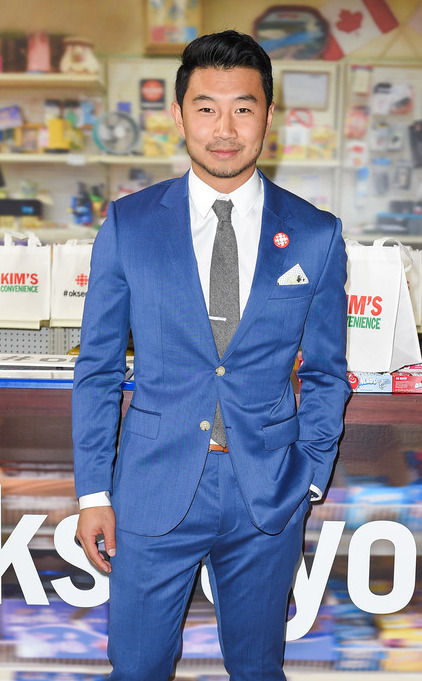
Simu Liu năm 2016

Lưu Tư Mộ lần đầu tham gia điện ảnh dưới vai quần chúng trong phim Pacific Rim (2013) của đạo diễn Guillermo del Toro. Ở lĩnh vực truyền hình, anh từng tham gia Nikita (2012), Beauty and the Beast (2014).
Năm 2016, anh tham gia ba sản phẩm phim truyền hình. Điển hình là góp mặt trong các tập của Kim's Convenience (nhân vật Jung), Taken (nhân vật Faaron), dựa trên loat phim điện ảnh cùng tên do Liam Neeson đóng, và phim Orphan Black (mùa 5 và mùa 6).
Năm 2017, Lưu Tư Mộ đóng các vai phụ trong Bad Blood và Slasher (mùa hai). Năm 2018, anh tham gia phim khoa học viễn tưởng The Expanse và sê-ri phim YouTube Yappie.
Tại Comic-Con 2019, Marvel Studios công bố anh vào vai chính, siêu anh hùng Shang-Chi của phim Shang-Chi và Huyền thoại Thập Luân, trực thuộc dự án Vũ trụ Điện ảnh Marvel (MCU). Đây sẽ là phim đầu tiên của MCU có dàn diễn viên chính là người châu Á.

## Danh sách phim

### Điện ảnh
| Năm  | Tên                                       | Vai             | Ghi chú                  |
| ---- | ----------------------------------------- | --------------- | ------------------------ |
| 2013 | Pacific Rim                               | Quần chúng      |                          |
| 2021 | Shang-Chi and the Legend of the Ten Rings | Shaun/Shang-Chi |                          |
| 2021 | Bright: Samurai Soul                      | Izno            | Lồng tiếng bản tiếng Anh |
| 2021 | Women Is Losers                           | Gilbert         |                          |
| 2023 | One True Loves                            | Sam             |                          |
| 2023 | Simulant                                  | Casey           | [ 18 ]                   |
| 2023 | Barbie                                    | Ken đối thủ     |                          |

### Truyền hình
| Năm          | Tên                                    | Vai                            | Ghi chú                                          |
| ------------ | -------------------------------------- | ------------------------------ | ------------------------------------------------ |
| 2012         | Nikita                                 | Cảnh sát Hồng Kông             | Tập phim: "3.0"                                  |
| 2013         | Warehouse 13                           | Nhân viên pha chế              | Tập phim: "Secret Services"                      |
| 2013         | Played                                 | Tay súng                       | Tập phim: "Made – Daniel"                        |
| 2013         | Mayday                                 | Kiểm soát không lưu Narita     | Tập phim: "The Final Push"                       |
| 2014         | Beauty and the Beast                   | Kỹ thuật viên y tế khẩn cấp    | Tập phim: "Both Sides Now"                       |
| 2015         | Blood and Water                        | Paul Xie                       | Vai chính                                        |
| 2015         | Make It Pop!                           | Randy                          | Tập phim: "Rumors and Roommates"                 |
| 2016         | Taken                                  | Faaron                         | Nhân vật định kỳ; mùa 1                          |
| 2016 – 2021  | Kim's Convenience                      | Jung Kim                       | Vai chính                                        |
| 2017         | Orphan Black                           | Mr. Mitchell                   | Tập phim: "Clutch of Greed"                      |
| 2017         | Dark Matter                            | Technician                     | Tập phim: "Nowhere To Go"                        |
| 2017         | Slasher: Guilty Party                  | Luke                           | 2 tập phim                                       |
| 2017         | Bad Blood                              | Guy                            | 3 tập phim                                       |
| 2018         | The Expanse                            | Lt. Paolo Mayer                | Tập phim: "Dandelion Sky"                        |
| 2018         | Yappie                                 | Tom                            | Vai chính                                        |
| 2019         | Fresh Off the Boat                     | Willie                         | Tập phim: "Under the Taipei Sun"                 |
| 2020         | Awkwafina Is Nora from Queens          | Thu gom rác                    | Tập phim: "Grandma & Chill"                      |
| 2021         | Corner Gas Animated                    | Gerald Mesmerizer (lồng tiếng) | Tập phim: "The Fresh Prints of Bell Heir"        |
| 2021         | Star Wars: Visions                     | Lah Zhima (lồng tiếng)         | Tập phim: "The Ninth Jedi": English language dub |
| 2021         | The Tonight Show Starring Jimmy Fallon | Bản thân (khách mời)           | Tập phim: 10 September 2021                      |
| 2021         | Selling Sunset                         | Bản thân (khách mời)           | Tập phim: "A House For A Hero"                   |
| 2021         | Saturday Night Live                    | Bản thân (dẫn chương trình)    | Tập phim: "Simu Liu/Saweetie"                    |
| 2022         | Celebrity Jeopardy!                    | Bản thân (thí sinh)            | 2 tập phim                                       |
| 2022         | The Simpsons                           | Hubert Wong lớn (lồng tiếng)   | Tập phim: "When Nelson Met Lisa"                 |
| 2023         | The Other Two                          | Bản thân                       | Tập phim: "Cary Gets His Ass Handed to Him"      |
| 2023         | StoryBots: Answer Time                 | Socradamus                     | Tập phim: "Elements"                             |
| Chưa công bố | Seven Wonders                          | Dr. Nate Grady                 | Đang sản xuất                                    |

### Video âm nhạc
| Năm  | Tên                  | Nghệ sĩ                             | Vái                            | Chú thích |
| ---- | -------------------- | ----------------------------------- | ------------------------------ | --------- |
| 2012 | "I Could Be The One" | Avicii & Nicky Romero               | Nhân viên văn phòng            | [ 23 ]    |
| 2015 | "The Filth"          | Dream Jefferson                     | Côn đồ/Điều phối viên đóng thế | [ 24 ]    |
| 2021 | "Run It"             | DJ Snake ft. Rick Ross & Rich Brian | Bản thân                       | [ 25 ]    |